# Slater (Missouri)
Slater é uma cidade localizada no estado americano de Missouri, no Condado de Saline.

## Demografia
Segundo o censo americano de 2000, a sua população era de 2083 habitantes.
Em 2006, foi estimada uma população de 1932, um decréscimo de 151 (-7.2%).

## Geografia
De acordo com o United States Census Bureau tem uma área de
3,7 km², dos quais 3,7 km² cobertos por terra e 0,0 km² cobertos por água. Slater localiza-se a aproximadamente 259 m acima do nível do mar.

## Localidades na vizinhança
O diagrama seguinte representa as localidades num raio de 20 km ao redor de Slater.